# Loving (Nuevo México)
Loving es una villa ubicada en el condado de Eddy en el estado estadounidense de Nuevo México. En el Censo de 2010 tenía una población de 1413 habitantes y una densidad poblacional de 465,5 personas por km².

## Geografía
Loving se encuentra ubicada en las coordenadas 32°17′12″N 104°5′49″O / 32.28667, -104.09694. Según la Oficina del Censo de los Estados Unidos, Loving tiene una superficie total de 3.04 km², de la cual 3.03 km² corresponden a tierra firme y (0.09%) 0 km² es agua.

## Demografía
Según el censo de 2010, había 1413 personas residiendo en Loving. La densidad de población era de 465,5 hab./km². De los 1413 habitantes, Loving estaba compuesto por el 63.48% blancos, el 1.13% eran afroamericanos, el 2.55% eran amerindios, el 0.21% eran asiáticos, el 0% eran isleños del Pacífico, el 29.23% eran de otras razas y el 3.4% pertenecían a dos o más razas. Del total de la población el 77.21% eran hispanos o latinos de cualquier raza.